# (35277) 1996 RV27
1996 RV27 (asteroide 35277) é um asteroide troiano de Júpiter. Possui uma excentricidade de 0.03533800 e uma inclinação de 20.00101º.
Este asteroide foi descoberto no dia 10 de setembro de 1996 por Uppsala-DLR Trojan Survey em La Silla.